# Музей уездного города (Валдай)
Музей уе́здного города находится в городе Валдай Новгородской области на улице Луначарского в двухэтажном особняке XIX века. Открыт в 1998 году.
Здание особняка принадлежало валдайской дворянке К. О. Михайловой. В начале XX века дом сдавался различным общественным структурам под казённые нужды. Здесь находилась Дворянская опека и кабинет Предводителя уездного дворянства, Уездный съезд мировых судей, Общество попечения об учащихся и учителях Валдайского уезда, Общество попечения о тюремных заключённых, Воинское присутствие и пр.

## История
Первый музей, открывшийся в Валдае, назывался Никоновский. Сбор экспонатов для него начался ещё в 1918 году. Всеми работами руководил его директор Д. Д. Франц (1870—1940). Музейная коллекция была сформирована на базе церковных ценностей Валдайского Иверского монастыря. Экспозиция размещалась в самом монастыре, в паперти надвратной церкви архангела Михаила.
Никоновский музей просуществовал до 1933 года, когда был закрыт, а большая часть его коллекции была передана Воскресенскому музею, располагавшемуся в Новоиерусалимском монастыре.

### Основные даты в истории музея
После закрытия Иверского монастыря наиболее ценные экспонаты были переданы новгородским музеям. На основе остальных создается краеведческий музей Валдая.
- 1941 год. Эвакуация музейной экспозиции.
- 1945 год. Сбор экспонатов и возвращение их в Валдай.
- 1953 год. Закрытие музея.
- 1963 год. Музей открывается вновь под именем «Валдайский городской общественный краеведческий музей».
- 1966 год. Музей вошёл в состав Новгородского государственного объединённого музея-заповедника (НГОМЗ).
- 1970 год. Музейная экспозиция переезжает в отдельное здание — церковь Великомученицы Екатерины (Львовская ротонда) — памятник архитектуры XVIII века.
- 1971 год. Открывается новая экспозиция краеведческого музея.
- 1980 год. Экспозицию 1971 года сменила экспозиция «Валдайский колокольчик»
- 1995 год. Экспозиция «Валдайский колокольчик» выделена в отдельный Музей колоколов.

В 1990-х годах коллекция Валдайского музея значительно пополнилась историко-бытовыми семейными экспонатами. В итоге в 1998 году это позволило сформировать новую коллекцию и открыть в Валдае Музей уездного города, в котором, через предметы обихода, семейные альбомы, домашние безделушки, письма, открытки и др., показана жизнь русской провинции.
Сегодня в постоянной экспозиции представлены вещи из обычных валдайских семей П. Ротса, М. Богдановой, М. Никольского, Р. Рорбека, В. Быстровой, а также вещи и предметы обихода знаменитых валдайских дачников Николая Рериха, В. Соловьёва, М. Меньшикова, Дягелевых и др. В музее регулярно проводятся тематические выставки.
Здание, в котором располагается музей, само по себе является историческим. Изначально оно принадлежало дворянке К. О. Михайловой. Впоследствии в нём размещались различные казённые организации. В течение долгого времени в стенах этого здания была сосредоточена общественная жизнь Валдая. В 1998 году было принято решение использовать особняк под устройство Музея уездного города.

### Краткая характеристика
Площадь музея: экспозиционно-выставочная — 336 м², временные выставки — 40 м², фондохранилище — 115 м², парковая зона — 0,46 га. Количество сотрудников — 18, из них 6 научных. Среднее количество посетителей в год — 65 000. Единиц хранения — 8873.

### Основные экскурсии музея
- Валдай — уездный город
- Русские колокола
- Прошлое и настоящее Валдая
- История Валдайского Иверского монастыря
- Музей уездного города

### Туристические маршруты
- Москва—Валдай
- Москва—Тверь—Валдай—Новгород—Санкт-Петербург
- Тверь—Валдай
- Вышний Волочёк—Валдай
- Бологое—Валдай
- Боровичи—Валдай